# Campionati mondiali di taekwondo 1989
I Campionati mondiali di taekwondo 1989 sono stati la 9ª edizione dei campionati mondiali di taekwondo, organizzati dalla World Taekwondo Federation, e si sono svolti a Seul, nella Corea del Sud, dal 9 al 14 ottobre 1989.

## Medagliati

### Maschile
| Specialità | Oro                          | Argento                     | Bronzo                                                                 |
| -50 kg     | Kwon Tae-Ho Corea del Sud    | Chang Jungsan Taiwan        | Harun Ateş Turchia / Juan Moreno Stati Uniti                           |
| 54 kg      | Kim Cheol-Ho Corea del Sud   | Turgut Uçan Turchia         | Salb Abdel Hamid Egitto / Fariborz Danesh Iran                         |
| 58 kg      | Ham Jun Corea del Sud        | Domenico D'Alise Italia     | Abdullah al Nagrany Arabia Saudita / Christian Herberth Germania Ovest |
| 64 kg      | Jang Hyuk Corea del Sud      | Hubert Sinègre Francia      | Musa Cicek Germania Ovest / Dhanaraj Rassiah Malaysia                  |
| 70 kg      | Yang Dae-Seung Corea del Sud | Nusret Ramazanoğlu Turchia  | Lee Jae-Hoon Canada / Joseph Rocamora Francia                          |
| 76 kg      | Lee Hyun-Suk Corea del Sud   | Humberto Norambuena Cile    | Khaled Mahmud Fawzi Egitto / Dante Pena Filippine                      |
| 83 kg      | Jeong Yong-Suk Corea del Sud | Renzo Zenteno Cile          | Jari Kaila Finlandia / S.H. Zahedi Iran                                |
| +83 kg     | Amr Khairy Egitto            | Choi Sang-Jin Corea del Sud | Victor Bateman Australia / Farzad Zarakhsh Iran                        |

### Femminile
| Specialità | Oro                         | Argento                      | Bronzo                                              |
| -43 kg     | Chin Yufang Taiwan          | Mónica Torres Messico        | Kim Jee-Hyang Corea del Sud / Sita Kumari Rai Nepal |
| 47 kg      | Won Sun-Jin Corea del Sud   | Pai Yunyiao Taiwan           | Anita Falieros Australia / Mayumi Pejo Stati Uniti  |
| 51 kg      | Jung Nam-Suk Corea del Sud  | Diane Murray Stati Uniti     | Chen Yian Taiwan / Ayşin Haktanır Turchia           |
| 55 kg      | Kim So-Young Corea del Sud  | Kim Dotson Stati Uniti       | Patricia Mariscal Messico / Raquel Palacios Spagna  |
| 60 kg      | Lee Eun-Young Corea del Sud | Liu Chaoching Taiwan         | Elena Benítez Spagna / Şeyda Şerifoğlu Turchia      |
| 65 kg      | Anita Silsby Stati Uniti    | Anne-Mieke Buijs Paesi Bassi | Ayşe Alkaya Turchia / Kim Jee-Sook Corea del Sud    |
| 70 kg      | Lydia Zele Stati Uniti      | Marcia King Canada           | Hsu Juya Taiwan / Antonia Vega Spagna               |
| +70 kg     | Jung Wan-Sook Corea del Sud | Yvonne Franssen Canada       | Chun Yanghsi Taiwan / Yolanda Santana Spagna        |

## Medagliere
| Posizione | Paese          | Oro | Argento | Bronzo | Totale |
| --------- | -------------- | --- | ------- | ------ | ------ |
| 1         | Corea del Sud  | 12  | 1       | 2      | 15     |
| 2         | Stati Uniti    | 2   | 2       | 2      | 6      |
| 3         | Taiwan         | 1   | 3       | 3      | 7      |
| 4         | Egitto         | 1   | 0       | 2      | 3      |
| 5         | Turchia        | 0   | 2       | 4      | 6      |
| 6         | Canada         | 0   | 2       | 1      | 3      |
| 7         | Cile           | 0   | 2       | 0      | 2      |
| 8         | Francia        | 0   | 1       | 1      | 2      |
| 8         | Messico        | 0   | 1       | 1      | 2      |
| 10        | Italia         | 0   | 1       | 0      | 1      |
| 10        | Paesi Bassi    | 0   | 1       | 0      | 1      |
| 12        | Spagna         | 0   | 0       | 4      | 4      |
| 13        | Iran           | 0   | 0       | 3      | 3      |
| 14        | Germania Ovest | 0   | 0       | 2      | 2      |
| 14        | Australia      | 0   | 0       | 2      | 2      |
| 16        | Arabia Saudita | 0   | 0       | 1      | 1      |
| 16        | Filippine      | 0   | 0       | 1      | 1      |
| 16        | Finlandia      | 0   | 0       | 1      | 1      |
| 16        | Malaysia       | 0   | 0       | 1      | 1      |
| 16        | Nepal          | 0   | 0       | 1      | 1      |
|           | TOTALE         | 16  | 16      | 32     | 64     |